# The Water
The Water (englisch für „Das Wasser“) ist ein Lied der deutsch-britischen Elektropop-Band I Heart Sharks aus dem Jahr 2016, in Zusammenarbeit mit der deutschen Singer-Songwriterin Madeline Juno. Das Stück ist die erste Singleauskopplung aus ihrem dritten Studioalbum Hideaway.

## Entstehung und Artwork
Das Lied wurde gemeinsam von I-Heart-Sharks-Frontmann Pierre Beecroft und Jonas Verwijen geschrieben.
Auf dem Frontcover der Single ist – neben Interpretenangabe und Liedtitel – das Meer zu sehen. Während das Meer in roter Farbe dargestellt wird, sind die Interpretenangabe in der oberen linken Ecke und der Liedtitel zentral in weißer Schrift angeordnet.

## Veröffentlichung und Promotion
Die Erstveröffentlichung von The Water erfolgte am 11. November 2016 bei AdP Records, als Teil von I Heart Sharks dritten Studioalbum Hideaway (Katalognummer: SAM099ADP). AdP Records zeichnete zudem auch für den Vertrieb zuständig, währed das Lied durch LaserLaser Publishing, Sony Music Publishing und Universal Music Publishing verlegt wurde. Am 9. Juni 2017 erschien das Lied als erste Singleauskopplung aus dem Album. Diese erschien als digitaler Einzeltrack zum Download und Streaming.

## Inhalt
Der Liedtext zu The Water ist in englischer Sprache verfasst, bedeutet ins Deutsche übersetzt „Das Wasser“ und stammt von Pierre Beecroft. Beecroft war zugleich, zusammen mit Jonas Verwijen, für die Komposition zuständig; beide komponierten die Musik in C-Dur mit 150 Schlägen pro Minute. Musikalisch bewegt sich das Lied im Bereich Popmusik, stilistisch in den Bereichen des Indie Pops und Surfpops.
Aufgebaut ist das Lied aus einem Intro, zwei Strophen, einem Refrain und einer Bridge. Das Lied beginnt mit dem Intro, das auf Teile des Refrains zurückgreift. An dieses schließt sich die erste Strophe an. Darauf folgt erstmals der Refrain. Der gleiche Aufbau wiederholt sich mit der zweiten Strophe. Nach dem zweiten Refrain setzt als musikalisches Zwischenspiel die Bridge ein, ehe das Lied mit dem dritten Refrain und einem anschließenden Instrumental endet. Gastsängerin Juno ist überwiegend nur im Begleitgesang zu hören, lediglich im ersten Teil der Bridge übernimmt sie einen Teil des Hauptgesangs.

## Musikvideo
Das Musikvideo zu The Water feierte seine Premiere am Tag der Singleveröffentlichung auf der Videoplattform YouTube. Es beginnt mit einem Countdown, der bei drei Minuten startet und zeigt kurz darauf eine Menschengruppe, die einen Tag am Strand verbringt. Zwischendurch wird immer wieder der ablaufende Countdown eingeblendet. Das Video endet mit einer Explosion im Meer. Die Gesamtlänge des Videos beträgt 3:34 Minuten. Regie führten Pierre Beecroft und der Kölner Filmemacher Pierre Laporté.

## Mitwirkende
| Liedproduktion - Pierre Beecroft: Gesang, Komposition, Liedtext, Synthesizer - Madeline Juno: Begleitgesang, Gesang - Jonas Verwijen: Komposition - Simon Wangemann: Gesang, Gitarre, Synthesizer - Martin Wolf: Schlagzeug, Synthesizer Musikvideo - Jannis Bach: CGI - Pierre Beecroft: Regie - Pierre Laporté: Farbkorrektur, Regie, Schnitt | Unternehmen - AdP Records: Musiklabel, Vertrieb - LaserLaser Publishing: Musikverlag - Sony Music Publishing: Musikverlag - Universal Music Publishing: Musikverlag |

## Rezensionen
Eine Rezensentin von Herzmukke beschrieb The Water als „nächsten Sommerhit“ sowie ein „absolutes Highlight“ des Albums Hideaway und völlig zurecht der Namensgeber der Herbsttour 2017. In guter „Sharks-Manier“ zelebriere das Lied und das dazu passende Musikvideo den Sommer. Dass die Tour im Herbst stattfinde, sei dann eigentlich auch egal.
Der MUZclub charakterisierte The Water als Sommerhit erster Güte. Im Lied würden Surfgitarren wie die Brandung des Atlantiks rauschen, die Stimmen von Pierre Bee und Simon Wangeman cool erklingen und zuckersüß wie ein Eis am Strand, da wehe der hochmelodische Refrain immer wieder vorbei wie eine zarte Sommerbrise. Und dann öffne sich der Boden, dann achte man auf den düsteren Text, dann würden die Abgründe aufbrechen, dann fliege einem der schöne Tag am Strand um die Ohren, wie auch im genialen Musikvideo, das man sich unbedingt anschauen sollte.

## Trivia
Bei The Water handelt es sich, nach dreijähriger Karriere, um den ersten Gastbeitrag von Madeline Juno. Bis zum Veröffentlichungszeitpunkt von The Water veröffentlichte die Sängerin zwei Studioalben und eine EP, die nur Soloaufnahmen von ihr beinhalten.